# Fiat 70
La Fiat 70 était un véhicule automobile produit par le constructeur italien Fiat de 1915 à 1920.
Ce modèle était équipé d'un moteur de 2 litres de cylindrée développant 21 ch à 2 400 tours par minute capable de faire voyager ses occupants à la vitesse de 70-75 km/h.
Elle a été fabriquée à 893 exemplaires, essentiellement pour l'Armée du roi d'Italie pendant la Première guerre mondiale.
La Fiat 70 était une voiture d'avant-garde pour l'époque. En effet ce fut le premier modèle à être équipé d'un circuit électrique complet.
La Fiat 70 a été remplacée par la nouvelle génération de voitures Fiat qui inaugure la série 500, la Fiat 501.